# Відкрите суспільство
Відкри́те суспі́льство — це суспільство, яке базується на визнанні того факту, що ніхто не має монополії на істину, що різні люди мають різні погляди та інтереси, і що існує потреба в установах, які б захищали права усіх людей і давали б їм змогу жити разом в мирі і злагоді. Термін «відкрите суспільство» вжито філософом Карлом Поппером в його книзі «Відкрите суспільство та його вороги», що вийшла друком у 1945 році. Основними рисами, що характеризують відкрите суспільство, є верховенство права, демократично обрана влада, інститути громадянського суспільства, захист прав меншин.
Великим прихильником ідей Поппера про відкрите суспільство був Джордж Сорос, який заснував у Нью-Йорку 1979 року Інститут відкритого суспільства, першу Східно-Європейську фундацію — в Угорщині 1984 року. Сорос фінансував мережу фундацій, які працюють у 31 країні Центральної та Східної Європи і колишнього СРСР, а також у Південній Африці, Гаїті і США. Діяльність фундацій спрямована на розбудову і підтримку інфраструктури відкритого суспільства.
Фундації Сороса діють в Албанії, Азербайджані, Болгарії, Боснії і Герцеговині, Вірменії, Гаїті, Грузії, Гватемалі, Естонії, Казахстані, Киргизстані, Латвії, Литві, Македонії, Молдові, Монголії, Південній Африці, Польщі, Румунії, Сербії, Словаччині, Словенії, Таджикистані, Угорщині, Узбекистані, Україні, Хорватії, Чехії та інших країнах. Ці фундації орієнтовані на розбудову відкритого суспільства. З цією метою вони підтримують програми та ініціативи у сфері освіти, громадянського суспільства, незалежних засобів масової інформації, розвитку мережі Інтернет та електронної пошти, видавництва, прав людини, мистецтва і культури, реформування соціальної, правової і економічної систем. Інститут відкритого суспільства у Нью-Йорку та Інститут відкритого суспільства у Будапешті створюють програми для вирішення проблем, що є спільними для багатьох фундацій, надаючи адміністративну, фінансову і технічну підтримку.